# اسب آبی (کارتون)
اسب آبی (مجاری: Hugó, a víziló) یک پویانمایی مجاری-آمریکایی دربارهٔ پستانداران است که در سال ۱۹۷۵ منتشر شد.